# Salt Cay
Salt Cay is een eiland in het Caribisch gebied en onderdeel van de Turks- en Caicoseilandengroep. Het eiland is vlak, maximaal 14 meter hoog. De vorm is driehoekig, de langste zijde is ongeveer 5 km en de oppervlakte bedraagt 7,1 km². Het gelijknamige district omvat nog enkele onbewoonde eilandjes. Het dorp op het eiland heet Balfour Town, er wonen ongeveer 305 mensen (2012).
De eilanden werden vroeger bewoond door Arawak-indianen. Na de komst van de Spanjaarden overleden ze aan meegebrachte ziektes, slavenarbeid, of werden ze afgevoerd. In de 17e eeuw vestigden zich bewoners van de Bermuda-eilanden op Salt Cay. Ze begonnen met de winning van zeezout in zoutpannen, waaraan het eiland zijn naam dankt. George Washington had tijdens de Amerikaanse Burgeroorlog zout nodig om voedsel voor zijn legers goed te houden. Canadese en Amerikaanse vissers hadden het nodig voor het zouten van hun vangsten. In 1845 werden op Salt Cay 676 mensen geteld. De zoutwinning was tot rond 1964 de belangrijkste activiteit, geleidelijk zorgden concurrentie, het ontbreken van een diepe haven, kosten en mismanagement voor de beëindiging ervan. Ruïnes van de zoutwerken zijn nog aanwezig. Het "Witte huis", van een vroegere zoutexploitant, is prominent aanwezig en wordt nog bewoond door zijn nakomelingen. Tegenwoordig is toerisme belangrijk, met activiteiten als duiken en het spotten van walvissen. De bultruggen komen langs de eilanden tijdens hun jaarlijkse migratie van en naar hun geboortegebied ten noorden van de Dominicaanse Republiek.
Salt Cay is per vliegtuig bereikbaar vanaf Providenciales en Grand Turk. Er is ook een veerdienst met Grand Turk, deze vaart enkele keren per week. De tocht van 13 kilometer duurt een uur.
Op 7 september 2017 trof de orkaan Irma de Turks- en Caicoseilanden, en beschadigde of vernielde alle huizen op Salt Cay.